# سلسلة دخيلة
سلسلة دخيلة هي سلسلة روايات وأعمال قصيرة متعددة الأنواع من تأليف الكاتبة الأمريكية ديانا غابالدون تتضمن عناصر تاريخية ورومانسية وغموض ومغامرة وخيال علمي/فنتازيا. السلسلة توسعت في 2014 لتضم المسلسل التلفزيوني دخيلة على قناة ستارز، كما تضم أيضاً رواية مصورة وألبوم موسيقي صدرا في 2010.

## الأعمال المكتوبة
سلسلة الدخيلة تركز على الممرضة الإنجليزية من القرن العشرين كلير راندل التي تسافر بالزمن إلى إسكتلندا القرن الثامن عشر، وتجد المغامرات والرومانسية مع محارب الوسيم جيمي فريزر.

### روايات
- دخيلة (Outlander) صدرت في 1991
- اليعسوب في الكهرمان (Dragonfly in Amber) صدرت في 1992
- رحالة (Voyager) صدرت في 1994
- طبول الخريف (Drums of Autumn) صدرت في 1997
- الصليب الناري (The Fiery Cross) صدرت في 2001
- نفسا من الثلج والرماد (A Breath of Snow and Ashes) صدرت في 2005
- صدى في العظام (An Echo in the Bone) صدرت في 2005
- مكتوب بدماء قلبي (Written in My Own Heart's Blood) صدرت في 2014

### روايات وقصص قصيرة
- ورقة في مهب ريح كل المهلكة (A Leaf on the Wind of All Hallows)" صدرت في 2010.
- المجال بين (The Space Between)" صدرت في 2013.
- عذارى (Virgins)" صدرت في 2013.

### أخرى
- الرفيق الدخيل (The Outlandish Companion) صدرت في 1999، دليل لسلسلة دخيلة تحتوي على ملخصات ودليل الشخصية وغيرها من المذكرات والمعلومات.
- المنفى: رواية دخيلة مصورة (The Exile: An Outlander Graphic Novel) صدرت في 1999.
- الرفيق الدخيل، المجلد الثاني (The Outlandish Companion, Vol. II ) يصدر قريبا.

## روابط خارجية
- الموقع الرسمي
- "An Outlander Family Tree (Official)". راندوم هاوس. 2014. مؤرشف من الأصل في 2019-05-13.